# DNA结合蛋白

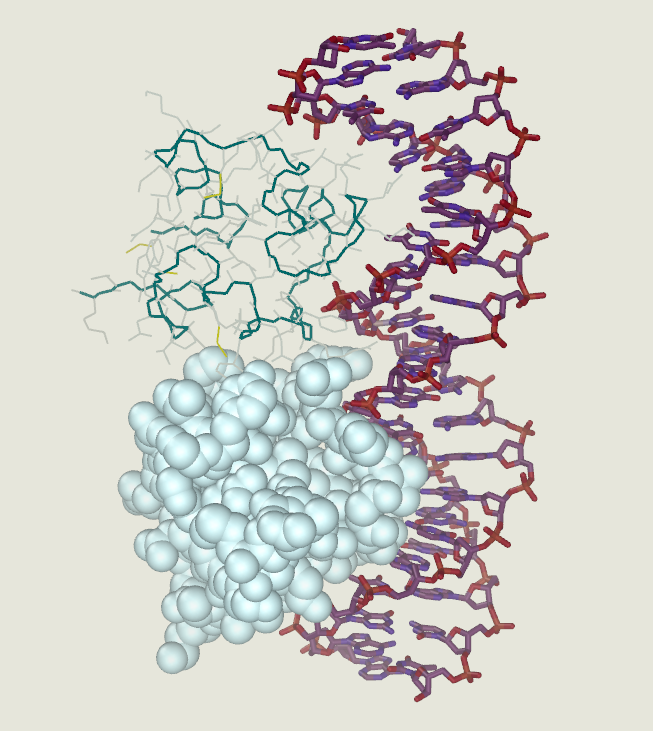
DNA结合蛋白Cro阻遏蛋白与DNA结合时的结构示意图

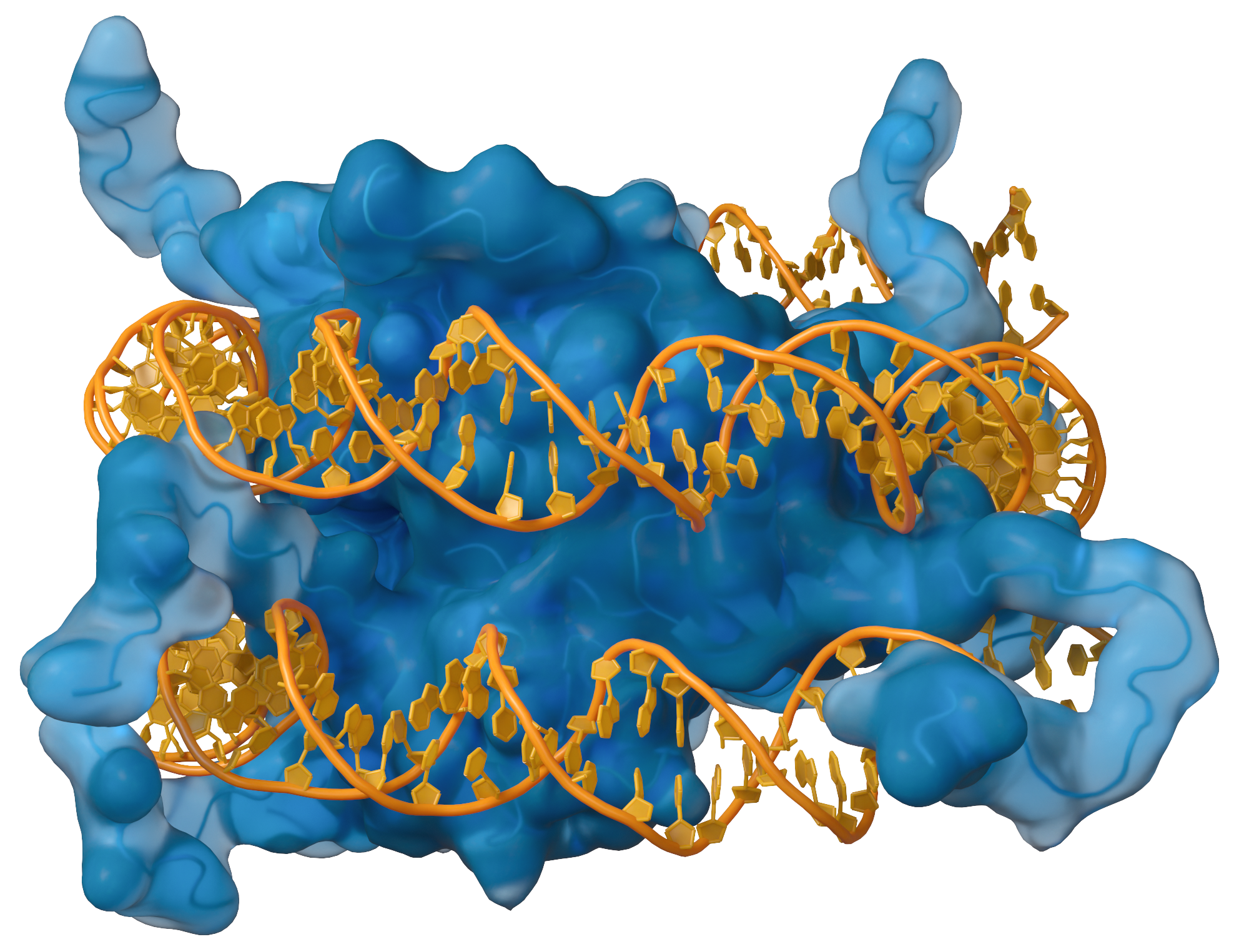
DNA（橘红色）与组蛋白（蓝色）结合的结构示意图

DNA结合蛋白（DNA-binding protein）是指能透过DNA结合结构域（DBD）与单链或双链DNA结合的一类蛋白质。一般来说，能与特异DNA序列结合的DNA结合蛋白主要经由与B-DNA（生物体内DNA一般都是B-DNA形式）的大沟结合来识别DNA序列。因为B-DNA的大沟区域能容许更多蛋白质上的官能团靠近并与之进行相互作用。

## 蛋白质与DNA的相互作用
蛋白质与DNA的结合受到pH值、温度、离子强度、电场，以及大分子拥挤等多种条件的影响，具体分为特异性与非特异性两种。非特异性的结合指蛋白质与DNA的结合不依赖特定序列，而特异性的结合则只会发生在特定的DNA序列上。在Cas9/CRSIPER系统出现前作为主流基因编辑工具的锌指蛋白以及TALENs都是依赖特异性的DNA蛋白间结合工作的。

### 检测方法
较早期的检测蛋白与DNA间相互作用的方法包括凝胶迁移实验（EMSA）、DNA-蛋白质相互作用ELISA实验（DPI-ELISA）、DNA酶足迹法（DNase footprinting assay） 等等。而染色质免疫沉淀法（ChIP）则是目前较为通行的检测体内DNA与蛋白质相互作用的方法。

## 非特异性DNA结合蛋白
最常见的一种非特异性DNA结合蛋白是真核生物染色质中与DNA结合的组蛋白。组蛋白主要是通过所带的正电荷与带负电的DNA结合，所以组蛋白与DNA之间的结合不依赖DNA上的特定序列。这也符合组蛋白的生物学功能，因为组蛋白需要与各种不同的DNA片段结合形成染色质的基本组成单位核小体。另外，真核生物染色质上能够使DNA链发生弯曲的高迁移率族（HMG）蛋白与DNA之间的结合也是非特异性的。

## 特异性DNA结合蛋白
很多特异性DNA结合蛋白属于转录因子。转录因子依赖其特有的DNA结合结构域与DNA上的特定序列结合。一般来说，转录因子在与DNA结合后，会招募酶对DNA或组蛋白进行修饰，进而调控基因的表达水平。